# Silberkauler Siefen
Der Silberkauler Siefen ist ein Fließgewässer zwischen Oberheide in Bergisch Gladbach und Broichhausen in der Gemeinde Kürten. Er ist ein gut zwei Kilometer langer, westlicher und orographisch rechter Zufluss des Dürschbachs. Der Silberkauler Siefen hat seinen Namen von dem früheren Grubenbetrieb in Silberkaule. 

## Geographie

### Verlauf
Der Silberkauler Siefen entspringt in der Ortschaft Oberheide auf einer Höhe von 230 m ü. NHN und fließt dann nach Nordwesten durch landwirtschaftlich oder forstwirtschaftlich genutzte Flächen. In einem Waldstück bei Hasselsheide durchfließt er einen Teich. Bei Broichhausen mündet er von rechts in den Dürschbach. Der Bach hat ein größeres namenloses Nebengewässer.

### Einzugsgebiet
Das Einzugsgebiet liegt im Naturraum Bärbroicher Höhe und vollständig im Gebiet der Gemeinde Kürten und der Stadt Bergisch Gladbach. Es wird über Dürschbach, Sülz, Agger, Sieg und Rhein zur Nordsee entwässert.
Das Einzugsgebiet des Silberkauler Siefens grenzt
- im Norden an den Steinbach und den Dürschbach
- im Osten an den Dürschbach und dessen Zufluss Selbach
- im Südosten an den Kotzbach
- im Südwesten an den Volbach
- im Westen an den Asselborner Bach.

In der Aue des Bachs dominieren Waldgelände und landwirtschaftlich genutzte Flächen.